# Nicklas Frenderup
Nicklas Bruus Jensen Frenderup (Copenhague, Dinamarca, 14 de diciembre de 1992) es un exfutbolista trinitense-danés. Jugaba de guardameta. Fue internacional absoluto por la selección de Trinidad y Tobago.

## Trayectoria
Nicklas comenzó su carrera en clubes de la tercera y cuarta categoría del país. Desde 2017 jugó en clubes de la Primera División de Noruega.

## Selección nacional
Nació en Dinamaca, de padre danés y madre trinitense. Debutó por la selección de Trinidad y Tobago el 10 de noviembre de 2019 ante Anguila por un amistoso.

### Participaciones en Copa Oro de la Concacaf
| Copa                            | Sede                    | Resultado      |
| ------------------------------- | ----------------------- | -------------- |
| Copa de Oro de la Concacaf 2021 | Estados Unidos          | Fase de grupos |
| Copa de Oro de la Concacaf 2023 | Estados Unidos · Canadá | Por definir    |

## Clubes
| Club               | País      | Año       |
| ------------------ | --------- | --------- |
| TMS Ringsted       | Dinamarca | 2011-2012 |
| Køge Nord FC       | Dinamarca | 2012-2013 |
| Greve Fodbold      | Dinamarca | 2013-2014 |
| SC Egedal          | Dinamarca | 2014-2015 |
| Florø SK           | Noruega   | 2015-2018 |
| Sandnes Ulf        | Noruega   | 2018      |
| HB Køge            | Dinamarca | 2019      |
| IL Stjørdals-Blink | Noruega   | 2019-2021 |
| Ranheim Fotball    | Noruega   | 2021-2024 |
| Bryne FK (cedido)  | Noruega   | 2021      |